# Paisochelifer
Genre
Paisochelifer est un genre de pseudoscorpions de la famille des Cheliferidae.

## Distribution
Les espèces de ce genre se rencontrent aux États-Unis et au Canada.

## Liste des espèces
Selon Pseudoscorpions of the World (version 3.0) :
- Paisochelifer callus (Hoff, 1945)
- Paisochelifer utahensis Hoff, 1950

## Publication originale
- Hoff, 1946 : The pseudoscorpion tribe Cheliferini. Bulletin of the Chicago Academy of Sciences, vol. 7, p. 485-490.